# Neoarius berneyi
Neoarius berneyi (лат.) — вид лучепёрых рыб из семейства ариевых. Часто содержится в аквариумах. Был описан в 1941 году австралийским учёным Гилбертом Уитли.

## Распространение
Neoarius berneyi обитает в прибрежных районах Северной Австралии и Новой Гвинеи. Встречается в ручьях и реках бассейна залива Карпентария, на западе до системы реки Мара. Предпочитает водотоки с медленным течением и чаще встречается в местах с мутной водой.

## Описание
Neoarius berneyi внешне похож на Neoarius graeffei, но имеет меньший глаз и более высокий спинной плавник. Окраска рыбы в целом от серебристо-бронзового до тёмно-серого цвета и более светлая снизу. Средняя длина особей — до 38 см, средний вес — около 500 г.

## Питание
Neoarius berneyi поедают донных ракообразных, личинок насекомых, водные растения, тушканчиковых мышей и детрит.